# Abacus: Small Enough to Jail
Pour plus de détails, voir Fiche technique et Distribution.
Abacus: Small Enough to Jail est un film américain réalisé par Steve James, sorti en 2016.

## Synopsis
Le documentaire s'intéresse à une petite banque familiale située à Chinatown (Manhattan) appelée « Abacus ». Elle a été la seule institution financière américaine à avoir fait face à des conséquences judiciaires lors de la crise des subprimes, les autres institutions de plus grande importance ayant été considérées comme « too big to fail ».

## Fiche technique
- Titre : Abacus: Small Enough to Jail
- Réalisation : Steve James
- Musique : Joshua Abrams
- Photographie : Tom Bergmann
- Montage : John Farbrother et David E. Simpson
- Production : Julie Goldman et Mark Mitten
- Société de production : Blue Ice Films, Kartemquin Films, Mitten Media et Motto Pictures
- Société de distribution : PBS Distribution (États-Unis)
- Pays :  États-Unis
- Genre : Documentaire
- Durée : 88 minutes
- Dates de sortie : 
  -  Canada : 11 septembre 2016 (festival international du film de Toronto)
  -  États-Unis : 19 mai 2017

## Distinctions
Le film a été nommé à l'Oscar du meilleur film documentaire.